# 히사마츠 이쿠미
히사마츠 이쿠미(일본어: 久松 郁実, 1996년 2월 18일~)는 일본의 모델, 그라비아 아이돌, 배우이다.